# 牛尾淳
牛尾 淳（うしお じゅん、1955年10月2日 - ）は、ラジオ関西出身のフリーアナウンサー。

## 来歴
島根県出身。東京都立小山台高等学校、東京都立大学法学部卒業後、金融機関へ入社。1980年にラジオ関西へ転職（入社）。
長嶋茂雄に憧れ、高校生時代には野球部に所属し投手、大学進学後は内野手でそれぞれプレーしていた。最初は野球関係の職に就きたいと思っていたが、担任教師からその声質を生かすようにという勧めもあってスポーツアナウンサーを志すようになる。
ラジオ関西では入社一年目に全国高等学校野球選手権兵庫大会の実況を担当するなど、主にスポーツ中継や音楽番組を担当した。なお、カラオケ好きで演歌の知識が豊富なことから、自らの音楽番組で流す曲は演歌が中心である。
2005年ラジオ関西を退社し、現在はフリーアナウンサーとして活躍している。 

## 現在の担当番組
テレビ
- J SPORTS STADIUM(J SPORTS)
- スカパー!Jリーグ中継（スカチャン・J SPORTS　ヴィッセル神戸ホームゲームを担当）
- その他各種スポーツ中継

ラジオ
※特記以外はラジオ関西
- 牛尾淳のふれあい歌謡曲
- ラジオ関西パーフェクト競馬
- 牛尾淳の「エンカな時間」（姫路シティFM21）
- わさび〜歌の交差点〜（ラジオ大阪）

### ラジオ関西時代の担当番組
- 各種スポーツ中継
  - 野球・ラグビー・サッカーなど
- 山本ゆかりのおしゃべり歌謡曲[1]
- 歌謡曲まかせなさい[1]
- 神戸アフタヌーンクラブ
- 気ままなカフェテリア
- 牛尾淳のがんばれ受験生
- 日中友好番組・神戸(天津)からこんにちは』
- ヴィッセル･ピッチサイド･フラッシュ!!
- 月曜立呑歌謡曲
- 牛尾淳の流行歌夢物語